# Puccinia polygonicola
Puccinia polygonicola är en svampart som beskrevs av F.L. Tai 1947. Puccinia polygonicola ingår i släktet Puccinia och familjen Pucciniaceae.   Inga underarter finns listade i Catalogue of Life.